# Các đội tuyển bóng đá quốc gia Việt Nam năm 2014
Lịch và kết quả thi đấu của đội tuyển bóng đá quốc gia Việt Nam các cấp trong năm 2014.

## Nam

### Đội tuyển nam quốc gia

#### Lịch và kết quả thi đấu
| Ngày                                            | Địa điểm                        | Đối thủ            | Tỷ số | Giải đấu                       | Cầu thủ ghi bàn                                                             | Chi tiết |
| ----------------------------------------------- | ------------------------------- | ------------------ | ----- | ------------------------------ | --------------------------------------------------------------------------- | -------- |
| 2 tháng 3                                       | Hà Nội, Việt Nam                | Sinh viên Hàn Quốc | 0–0   | Giao Hữu                       |                                                                             | [ 1 ]    |
| 5 tháng 3                                       | Hà Nội, Việt Nam                | Hồng Kông          | 3–1   | V.loại Cúp bóng đá châu Á 2015 | Huỳnh Quốc Anh 24' · Nguyễn Anh Đức 67' · Nguyễn Trọng Hoàng 83'            | [ 2 ]    |
| 2 tháng 7                                       | Thủ Dầu Một, Việt Nam           | Myanmar            | 6–0   | Giao hữu                       | Nguyễn Hải Anh 10', 14' · Lê Công Vinh 18', 34', 50' · Nguyễn Văn Quyết 87' | [ 3 ]    |
| 6 tháng 9                                       | Hải Phòng, Việt Nam             | Hồng Kông          | 3–1   | Giao hữu                       | Nguyễn Hải Anh 2', 49' · Lê Công Vinh 66'                                   | [ 4 ]    |
| 29 tháng 10                                     | Thành phố Hồ Chí Minh, Việt Nam | Bahrain            | 3–0   | Giao hữu                       | Nguyễn Anh Đức 11' · Nguyễn Văn Quyết 79' · Đinh Thanh Trung 90+4'          | [ 5 ]    |
| 4 tháng 11                                      | Thành phố Hồ Chí Minh, Việt Nam | Sinh viên Hàn Quốc | 3–0   | Giao hữu                       | Vũ Minh Tuấn 11', 15' · Nguyễn Văn Quyết 17'                                | [ 6 ]    |
| 9 tháng 11                                      | Hà Nội, Việt Nam                | Palestine          | 1–3   | Giao hữu                       | Nguyễn Văn Quyết 89'                                                        | [ 7 ]    |
| 16 tháng 11                                     | Hà Nội, Việt Nam                | Malaysia           | 3–1   | Giao hữu                       | Mạc Hồng Quân 46' · Nguyễn Văn Quyết 56' (ph.đ.) · Ngô Hoàng Thịnh 80'      | [ 8 ]    |
| 22 tháng 11                                     | Hà Nội, Việt Nam                | Indonesia          | 2–2   | 2014 AFF Cup                   | Quế Ngọc Hải 11' · Lê Công Vinh 68'                                         | [ 9 ]    |
| 25 tháng 11                                     | Hà Nội, Việt Nam                | Lào                | 3–0   | 2014 AFF Cup                   | Vũ Minh Tuấn 27' · Lê Công Vinh 84' · Nguyễn Huy Hùng 88'                   | [ 10 ]   |
| 28 tháng 11                                     | Hà Nội, Việt Nam                | Philippines        | 3–1   | 2014 AFF Cup                   | Ngô Hoàng Thịnh 9' · Vũ Minh Tuấn 50' · Phạm Thành Lương 58'                | [ 11 ]   |
| 7 tháng 12                                      | Shah Alam, Malaysia             | Malaysia           | 2–1   | 2014 AFF Cup                   | Võ Huy Toàn 32' · Nguyễn Văn Quyết 60'                                      | [ 12 ]   |
| 11 tháng 12                                     | Hà Nội, Việt Nam                | Malaysia           | 2–4   | 2014 AFF Cup                   | Lê Công Vinh 22' (ph.đ.), 79'                                               | [ 13 ]   |
| Việt Nam dừng chân ở vòng bán kết 2014 AFF Cup. |                                 |                    |       |                                |                                                                             |          |

#### Cầu thủ được sử dụng từng trận
| Thủ môn            |       |       |       |       |       |       |       |       |       |        |        |        |        |    |
| Nguyễn Thanh Bình  | –     | –     | –     | –     |       | –     |       | –     | –     |        | –      | –      | –      | 3  |
| Nguyễn Mạnh Dũng   |       |       | –     | –     | –     | –     | –     | –     | –     | –      | –      | –      | –      | 2  |
| Tô Vĩnh Lợi        | –     | –     | –     |       | –     | –     |       | –     | –     | –      | –      | –      | –      | 2  |
| Trần Nguyên Mạnh   |       | –     |       | –     | –     |       | –     |       |       |        |        |        |        | 9  |
| Hậu vệ             |       |       |       |       |       |       |       |       |       |        |        |        |        |    |
| Nguyễn Văn Biển    |       |       |       |       | –     |       |       | –     | –     |        |        |        |        | 10 |
| Nguyễn Huy Cường   | –     | –     | –     |       | –     | –     |       | –     | –     | –      | –      | –      | –      | 2  |
| Quế Ngọc Hải       | –     | –     | –     |       |       |       | –     |       |       |        |        |        |        | 9  |
| Nguyễn Thanh Hiền  | –     | –     | –     | –     |       |       |       | –     | –     | –      |        |        | –      | 5  |
| Âu Văn Hoàn        |       | –     |       | –     | –     | –     | –     | –     | –     | –      | –      | –      | –      | 2  |
| Trần Đình Hoàn     | –     | –     | –     |       | –     | –     | –     | –     | –     | –      | –      | –      | –      | 1  |
| Phạm Mạnh Hùng     |       |       | –     | –     | –     | –     | –     | –     | –     | –      | –      | –      | –      | 2  |
| Lê Quang Hùng      |       |       | –     | –     | –     | –     | –     | –     | –     | –      | –      | –      | –      | 2  |
| Khuất Hữu Long     |       | –     | –     | –     | –     | –     | –     | –     | –     | –      | –      | –      | –      | 1  |
| Đào Duy Khánh      | –     | –     | –     | –     |       | –     | –     | –     | –     | –      | –      | –      | –      | 1  |
| Bùi Văn Long       | –     | –     |       |       | –     | –     | –     | –     | –     | –      | –      | –      | –      | 2  |
| Trương Đình Luật   |       |       | –     | –     | –     | –     | –     | –     | –     | –      | –      | –      | –      | 2  |
| Đào Văn Phong      |       | –     | –     | –     | –     | –     | –     | –     | –     | –      | –      | –      | –      | 1  |
| Đinh Tiến Thành    | –     | –     |       | –     |       |       | –     |       |       |        |        |        |        | 9  |
| Nguyễn Xuân Thành  |       |       | –     |       |       |       | –     |       |       | –      |        | –      | –      | 8  |
| Lê Phước Tứ        | –     | –     |       |       |       | –     |       |       |       |        |        |        |        | 10 |
| Tiền vệ            |       |       |       |       |       |       |       |       |       |        |        |        |        |    |
| Huỳnh Quốc Anh     |       |       | –     | –     | –     | –     | –     | –     | –     | –      | –      | –      | –      | 2  |
| Hoàng Văn Bình     |       | –     | –     | –     | –     | –     | –     | –     | –     | –      | –      | –      | –      | 1  |
| Nguyễn Minh Châu   |       |       |       |       | –     | –     | –     | –     | –     | –      | –      | –      | –      | 4  |
| Cao Sỹ Cường       |       |       | –     | –     | –     | –     | –     | –     | –     | –      | –      | –      | –      | 2  |
| Bùi Văn Hiếu       |       |       | –     | –     | –     | –     | –     | –     | –     | –      | –      | –      | –      | 2  |
| Nguyễn Huy Hùng    | –     | –     | –     | –     |       |       | –     |       |       |        |        |        |        | 8  |
| Nguyễn Trọng Hoàng |       |       | –     | –     |       |       |       | –     | –     | –      | –      | –      | –      | 5  |
| Phạm Thành Lương   |       |       |       |       |       |       | –     |       |       |        |        |        |        | 12 |
| Nguyễn Văn Quyết   |       |       |       |       |       |       |       |       |       |        |        |        |        | 13 |
| Vũ Minh Tuấn       |       | –     |       | –     | –     |       |       | –     |       |        |        | –      | –      | 7  |
| Lê Tấn Tài         | –     | –     |       |       | –     |       |       |       | –     |        | –      | –      |        | 7  |
| Ngô Hoàng Thịnh    | –     | –     |       |       |       |       |       |       |       | –      |        |        |        | 10 |
| Nguyễn Vũ Phong    | –     | –     |       |       | –     | –     | –     | –     | –     | –      | –      | –      | –      | 2  |
| Hoàng Minh Tâm     | –     | –     |       | –     | –     | –     | –     | –     | –     | –      | –      | –      | –      | 1  |
| Võ Huy Toàn        | –     | –     | –     | –     |       | –     |       | –     | –     |        | –      |        |        | 5  |
| Đinh Thanh Trung   | –     | –     |       |       |       | –     |       |       | –     | –      | –      | –      | –      | 5  |
| Tiền đạo           |       |       |       |       |       |       |       |       |       |        |        |        |        |    |
| Nguyễn Anh Đức     |       |       | –     |       |       |       |       | –     | –     |        | –      | –      | –      | 7  |
| Nguyễn Quang Hải   |       | –     | –     | –     | –     | –     | –     | –     | –     | –      | –      | –      | –      | 1  |
| Lê Công Vinh       | –     | –     |       |       |       |       |       |       |       |        |        |        |        | 11 |
| Nguyễn Hải Anh     | –     | –     |       |       |       | –     | –     |       |       | –      | –      | –      |        | 6  |
| Mạc Hồng Quân      | –     | –     | –     | –     | –     |       |       |       | –     | –      |        |        |        | 6  |
| Nguồn              |       |       |       |       |       |       |       |       |       |        |        |        |        |    |
|                    | [ 1 ] | [ 2 ] | [ 3 ] | [ 4 ] | [ 5 ] | [ 6 ] | [ 7 ] | [ 8 ] | [ 9 ] | [ 10 ] | [ 11 ] | [ 12 ] | [ 13 ] |    |

### Đội tuyển nam Olympic & U-23
| Ngày                                                                          | Địa điểm          | Đối thủ    | Tỉ số | Giải đấu                     | Cầu thủ ghi bàn                                                              | Chi tiết |
| ----------------------------------------------------------------------------- | ----------------- | ---------- | ----- | ---------------------------- | ---------------------------------------------------------------------------- | -------- |
| 2 tháng 09                                                                    | Hà Nội, Việt Nam  | Việt Nam   | 1–3   | Giao hữu                     | Mạc Hồng Quân 37'                                                            | [ 14 ]   |
| 10 tháng 09                                                                   | Incheon, Hàn Quốc | Bangladesh | 4–2   | Giao hữu                     | Mạc Hồng Quân 12' · Ngô Hoàng Thịnh 24' (11m), 55' · Huỳnh Văn Thanh 88'     | [ 15 ]   |
| 15 tháng 09                                                                   | Ansan, Hàn Quốc   | Iran       | 4–1   | Đại hội Thể thao châu Á 2014 | Võ Huy Toàn 24' · Mạc Hồng Quân 28' · Trần Phi Sơn 69' · Ngô Hoàng Thịnh 82' | [ 16 ]   |
| 22 tháng 09                                                                   | Ansan, Hàn Quốc   | Kyrgyzstan | 1–0   | Đại hội Thể thao châu Á 2014 | Vũ Minh Tuấn 61' (11m)                                                       | [ 17 ]   |
| 26 tháng 09                                                                   | Ansan, Hàn Quốc   | UAE        | 1–3   | Đại hội Thể thao châu Á 2014 | Nguyễn Huy Hùng 87'                                                          | [ 18 ]   |
| Việt Nam dừng chân vòng 1/8 môn bóng đá nam tại Đại hội Thể thao châu Á 2014. |                   |            |       |                              |                                                                              |          |

### Đội tuyển nam U-21
| Ngày                                                                | Địa điểm          | Đối thủ                | Tỉ số        | Giải đấu                             | Cầu thủ ghi bàn                                                  | Chi tiết |
| ------------------------------------------------------------------- | ----------------- | ---------------------- | ------------ | ------------------------------------ | ---------------------------------------------------------------- | -------- |
| 19 tháng 10                                                         | Cần Thơ, Việt Nam | Singapore              | 3–0          | U-21 Quốc tế Báo Thanh niên Năm 2014 | Phạm Mạnh Hùng 51' · Giang Trần Quách Tân 63' · Ngân Văn Đại 66' | [ 19 ]   |
| 23 tháng 10                                                         | Cần Thơ, Việt Nam | Thái Lan               | 1–1          | U-21 Quốc tế Báo Thanh niên 2014     | Ngân Văn Đại 42'                                                 | [ 20 ]   |
| 25 tháng 10                                                         | Cần Thơ, Việt Nam | Hoàng Anh Gia Lai U.19 | 0–0 3–4(11m) | U-21 Quốc tế Báo Thanh niên Năm 2014 |                                                                  | [ 21 ]   |
| 28 tháng 10                                                         | Cần Thơ, Việt Nam | Malaysia               | 2–1          | U-21 Quốc tế Báo Thanh niên Năm 2014 | Trần Phi Sơn 55' · Hồ Tuấn Tài 79'                               | [ 22 ]   |
| Việt Nam đạt giải ba tại giải U-21 Quốc tế Báo Thanh niên Năm 2014. |                   |                        |              |                                      |                                                                  |          |

### Đội tuyển nam U-19
| Ngày                                                              | Địa điểm                        | Đối thủ                   | Tỉ số | Giải đấu                              | Cầu thủ ghi bàn                                                                       | Chi tiết |
| ----------------------------------------------------------------- | ------------------------------- | ------------------------- | ----- | ------------------------------------- | ------------------------------------------------------------------------------------- | -------- |
| 06 tháng 01                                                       | Thành phố Hồ Chí Minh, Việt Nam | U.19 AS Roma              | 1–2   | Giải bóng đá U19 Quốc tế-Cúp Nutifood | Lê Văn Sơn 33' (pen)                                                                  | [ 23 ]   |
| 08 tháng 01                                                       | Thành phố Hồ Chí Minh, Việt Nam | Nhật Bản                  | 0–7   | Giải bóng đá U19 Quốc tế-Cúp Nutifood |                                                                                       | [ 24 ]   |
| 10 tháng 01                                                       | Thành phố Hồ Chí Minh, Việt Nam | U.19 Tottenham Hotspur    | 2–3   | Giải bóng đá U19 Quốc tế-Cúp Nutifood | Lê Văn Sơn 59' · Phạm Đức Huy 60'                                                     | [ 25 ]   |
| Việt Nam xếp cuối bảng tại Giải bóng đá U19 Quốc tế-Cúp Nutifood. |                                 |                           |       |                                       |                                                                                       |          |
| 05 tháng 03                                                       | Hertfordshire, Anh              | U.19 Arsenal              | 3–0   | Giao hữu                              | Nguyễn Công Phượng 10', 20' · Lương Xuân Trường 85'                                   | [ 26 ]   |
| 10 tháng 03                                                       | Shropshire, Anh                 | U.19 Wimbledon            | 2–2   | Giao hữu                              | Nguyễn Công Phượng 35' · Đỗ Duy Mạnh 62'                                              | [ 27 ]   |
| 13 tháng 03                                                       | Shropshire, Anh                 | U.19 Coventry City        | 1–1   | Giao hữu                              | Vũ Văn Thanh 10'                                                                      | [ 28 ]   |
| 18 tháng 03                                                       | London, Anh                     | U.19 Tottenham Hotspur    | 0–9   | Giao hữu                              |                                                                                       | [ 29 ]   |
| 20 tháng 03                                                       | London, Anh                     | U.19 Birmingham City      | 2–4   | Giao hữu                              | Nguyễn Công Phượng 12' · Lê Văn Sơn 16'                                               | [ 30 ]   |
| 25 tháng 03                                                       | Liège, Bỉ                       | U.21 Liège                | 1–3   | Giao hữu                              | Nguyễn Văn Toàn 70'                                                                   | [ 31 ]   |
| 26 tháng 03                                                       | Liège, Bỉ                       | Học viện JMG Toàn cầu     | 1–3   | Giao hữu                              | Nguyễn Văn Toàn 50'                                                                   | [ 32 ]   |
| 28 tháng 03                                                       | Liège, Bỉ                       | U.19 Montverde            | 4–2   | Giao hữu                              | Lâm Ti Phông 8', 46' · Lương Xuân Trường 80' · Phạm Đức Huy 85'                       | [ 33 ]   |
| 01 tháng 04                                                       | Liège, Bỉ                       | Liên quân JMG Bỉ-Ghana    | 1–2   | Giao hữu                              | Vũ Văn Thanh 65'                                                                      | [ 34 ]   |
| 04 tháng 04                                                       | Lens, Pháp                      | U.19 Lens                 | 0–2   | Giao hữu                              |                                                                                       | [ 35 ]   |
| 10 tháng 04                                                       | Villeneuve-d'Ascq, Pháp         | U.19 Lille OSC            | 0–0   | Giao hữu                              |                                                                                       | [ 36 ]   |
| 12 tháng 04                                                       | Brussels, Bỉ                    | S.V Bỉ                    | 28–0  | Giao hữu                              |                                                                                       | [ 37 ]   |
| 14 tháng 04                                                       | Liège, Bỉ                       | U.19 JMG Ghana            | 1–2   | Giao hữu                              | Nguyễn Công Phượng 85'                                                                | [ 38 ]   |
| 18 tháng 04                                                       | Turnhout, Bỉ                    | K.V. Turnhout             | 1–2   | Giao hữu                              | Vũ Văn Thanh 30'                                                                      | [ 39 ]   |
| 10 tháng 05                                                       | Pleiku, Việt Nam                | Hoàng Anh Gia Lai         | 1–3   | Giao hữu                              | Nguyễn Xuân Minh 86'                                                                  | [ 40 ]   |
| 10 tháng 06                                                       | Osaka, Nhật Bản                 | Sinh viên Nhật Bản        | 1–5   | Giao hữu                              | Phạm Trùm Tỉnh 41'                                                                    | [ 41 ]   |
| 14 tháng 06                                                       | Osaka, Nhật Bản                 | U.18 Cerezo Osaka         | 4–3   | Giao hữu                              | Nguyễn Quang Hải 37' · Phan Thanh Hậu 41' · Nguyễn Công Phượng 41', 51'               | [ 42 ]   |
| 18 tháng 06                                                       | Osaka, Nhật Bản                 | Sinh viên ĐH Hannan       | 1–7   | Giao hữu                              | Phan Thanh Hậu 47'                                                                    | [ 43 ]   |
| 22 tháng 06                                                       | Osaka, Nhật Bản                 | Sinh viên ĐH Kansai       | 3–3   | Giao hữu                              | Trần Hữu Đông Triều 24' · Nguyễn Văn Toàn 62' · Phan Văn Long 71'                     | [ 44 ]   |
| 25 tháng 06                                                       | Osaka, Nhật Bản                 | U.18 Gamba Osaka          | 2–2   | Giao hữu                              | Nguyễn Công Phượng 64', 80'                                                           | [ 45 ]   |
| 28 tháng 06                                                       | Osaka, Nhật Bản                 | Sinh viên ĐH Osaka Sangyo | 4–0   | Giao hữu                              | Nguyễn Văn Toàn 10' · Nguyễn Công Phượng 15', 35' · Phan Văn Đức 58'                  | [ 46 ]   |
| 09 tháng 08                                                       | Bandar Seri Begawan, Brunei     | Singapore                 | 4–0   | Cúp Hassanal Bolkiah 2014             | Hồ Tuấn Tài 17', 48' · Nguyễn Công Phượng 58' (11m) · Nguyễn Văn Toàn 83'             | [ 47 ]   |
| 11 tháng 08                                                       | Bandar Seri Begawan, Brunei     | Malaysia                  | 0–2   | Cúp Hassanal Bolkiah 2014             |                                                                                       | [ 48 ]   |
| 13 tháng 08                                                       | Bandar Seri Begawan, Brunei     | Indonesia                 | 3–1   | Cúp Hassanal Bolkiah 2014             | Lương Xuân Trường 6' · Nguyễn Phong Hống Duy 35' · Nguyễn Công Phượng 45'             | [ 49 ]   |
| 15 tháng 08                                                       | Bandar Seri Begawan, Brunei     | Brunei                    | 2–2   | Cúp Hassanal Bolkiah 2014             | Nguyễn Phong Hồng Duy 10' · Hoàng Thanh Tùng 50'                                      | [ 50 ]   |
| 18 tháng 08                                                       | Bandar Seri Begawan, Brunei     | Campuchia                 | 3–0   | Cúp Hassanal Bolkiah 2014             | Hồ Tuấn Tài 30', 44' · Phan Văn Long 83'                                              | [ 51 ]   |
| 20 tháng 08                                                       | Bandar Seri Begawan, Brunei     | Thái Lan                  | 1–0   | Cúp Hassanal Bolkiah 2014             | Lê Văn Sơn 71'                                                                        | [ 52 ]   |
| 23 tháng 08                                                       | Bandar Seri Begawan, Brunei     | Myanmar                   | 3–4   | Cúp Hassanal Bolkiah 2014             | Phan Văn Long 39' · Hồ Tuấn Tài 48' · Nguyễn Công Phượng 71'                          | [ 53 ]   |
| Việt Nam đạt cúp bạc tại Cúp Hassanal Bolkiah 2014.               |                                 |                           |       |                                       |                                                                                       |          |
| 05 tháng 09                                                       | Hà Nội, Việt Nam                | Úc                        | 1–0   | AFF U-19 2014                         | Nguyễn Công Phượng 88'                                                                | [ 54 ]   |
| 09 tháng 09                                                       | Hà Nội, Việt Nam                | Nhật Bản                  | 2–3   | AFF U-19 2014                         | Nguyễn Văn Toàn 21' · Nguyễn Công Phượng 89' (11m)                                    | [ 55 ]   |
| 11 tháng 09                                                       | Hà Nội, Việt Nam                | Myanmar                   | 4–1   | AFF U-19 2014                         | Nguyễn Tuấn Anh 30' · Lương Xuân Trường 37' · Nguyễn Văn Toàn 51' · Phan Văn Long 67' | [ 56 ]   |
| 13 tháng 09                                                       | Hà Nội, Việt Nam                | Nhật Bản                  | 0–1   | AFF U-19 2014                         |                                                                                       | [ 57 ]   |
| Việt Nam về Á quân tại AFF U-19 2014.                             |                                 |                           |       |                                       |                                                                                       |          |
| 09 tháng 10                                                       | Nay Pyi Taw, Myanmar            | Hàn Quốc                  | 0–6   | AFC U-19 2014                         |                                                                                       |          |
| 11 tháng 10                                                       | Nay Pyi Taw, Myanmar            | Nhật Bản                  | 1–3   | AFC U-19 2014                         | Hoàng Thanh Tùng 89'                                                                  |          |
| 13 tháng 10                                                       | Nay Pyi Taw, Myanmar            | Trung Quốc                | 1–1   | AFC U-19 2014                         | Hoàng Thanh Tùng 20'                                                                  |          |
| Việt Nam dừng chân ở vòng bảng tại AFC U-19 2014.                 |                                 |                           |       |                                       |                                                                                       |          |

### Đội tuyển nam Futsal
| Ngày                                                                  | Địa điểm                        | Đối thủ     | Tỉ số        | Giải đấu                            | Cầu thủ ghi bàn | Chi tiết |
| --------------------------------------------------------------------- | ------------------------------- | ----------- | ------------ | ----------------------------------- | --- | -------- |
| 11 tháng 4                                                            | Naron, Tây Ban Nha              | O Esteo FS  | 3–2          | Cúp Tứ hùng TP.Naron                | Phạm Đức Hoà 10' · Nguyễn Trọng Thiện 15' · Trần Văn Vũ 36' | [ 58 ]   |
| 12 tháng 4                                                            | Naron, Tây Ban Nha              | Naron FS    | 4–3          | Cúp Tứ hùng TP.Naron                | Phạm Thành Đạt 10' · Nguyễn Bảo Quân 28' · Phùng Trọng Luân 37' · Lê Quốc Nam 40' | [ 59 ]   |
| Việt Nam vô địch Cúp Tứ hùng Thành phố Naron.                         |                                 |             |              |                                     | |          |
| 12 tháng 4                                                            | Santiago, Tây Ban Nha           | Santiago    | 3–7          | Giao hữu                            | Phùng Trọng Luân 13' · Lý Khánh Hưng 29' · Trần Văn Vũ 38' | [ 60 ]   |
| 16 tháng 4                                                            | Burela, Tây Ban Nha             | Burela      | 2–1          | Giao hữu                            | Trần Văn Vũ 1' · Lê Quốc Nam 8' | [ 61 ]   |
| 17 tháng 4                                                            | Ferrol, Tây Ban Nha             | O Parulo    | 4–3          | Giao hữu                            | Phạm Đức Hòa 35' · Trần Văn Vũ 38' (6m) · Phùng Trọng Luân 38', 40+' (power play) | [ 62 ]   |
| 20 tháng 4                                                            | Naron, Tây Ban Nha              | Naron FS    | 4–5          | Giao hữu                            | Phùng Trọng Luân 11' · Lê Quốc Nam 12' · Trần Văn Vũ 16' · Nguyễn Trọng Thiện 40' | [ 63 ]   |
| 30 tháng 4                                                            | Thành phố Hồ Chí Minh, Việt Nam | Iraq        | 1–2          | Giải vô địch futsal châu Á 2014     | Hussein Al-Zubaidi 25' (lưới nhà) | [ 64 ]   |
| 2 tháng 5                                                             | Thành phố Hồ Chí Minh, Việt Nam | Tajikistan  | 10–4         | Giải vô địch futsal châu Á 2014     | Trần Văn Vũ 10' · Phùng Trọng Luân 12', 27' · Ngô Ngọc Sơn 13', 28' · Lê Quốc Nam 15' · Phạm Đức Hoà 16' · Nguyễn Bảo Quân 26', 33' · Lý Khánh Hưng 37'                                                                    | [ 65 ]   |
| 4 tháng 5                                                             | Thành phố Hồ Chí Minh, Việt Nam | Kuwait      | 2–1          | Giải vô địch futsal châu Á 2014     | Ahmad 18' (lưới nhà) · Phùng Trọng Luân 24' | [ 66 ]   |
| 7 tháng 5                                                             | Thành phố Hồ Chí Minh, Việt Nam | Iran        | 4–15         | Giải vô địch futsal châu Á 2014     | Phùng Trọng Luân 12', 29' · Lý Khánh Hưng 22' · Phạm Thành Đạt 33' | [ 67 ]   |
| Việt Nam dừng chân ở vòng tứ kết Giải vô địch futsal châu Á 2014.     |                                 |             |              |                                     | |          |
| 19 tháng 9                                                            | Shah Alam, Malaysia             | Myanmar     | 6–1          | Giải vô địch futsal Đông Nam Á 2014 | Ngô Ngọc Sơn 11' · Lê Quốc Nam 12', 16' · Trần Long Vũ 14' · Trần Thái Huy 17' · Lý Khánh Hưng 34' | [ 68 ]   |
| 21 tháng 9                                                            | Shah Alam, Malaysia             | Philippines | 11–1         | Giải vô địch futsal Đông Nam Á 2014 | Phùng Trọng Luân 11', 22' · Trần Thái Huy 14' · Phạm Thành Đạt 25' · Trần Long Vũ 26' · Phạm Đức Hoà 27', 28', 36', 39' · Lê Quốc Nam 32' · Robert OmbleroCanedo 34' (lưới nhà)                                            | [ 69 ]   |
| 22 tháng 9                                                            | Shah Alam, Malaysia             | Lào         | 18–0         | Giải vô địch futsal Đông Nam Á 2014 | Phùng Trọng Luân 2', 10' · Lý Khánh Hưng 15', 20' · Ngô Ngọc Sơn 18', 39' · Trần Long Vũ 20', 31', 33' · Trần Văn Vũ 21' · Phạm Đức Hoà 22', 33', 40' · Lê Quốc Nam 23' · Trần Thái Huy 23', 33', 35' · Phạm Thành Đạt 28' | [ 70 ]   |
| 23 tháng 9                                                            | Shah Alam, Malaysia             | Thái Lan    | 2–0          | Giải vô địch futsal Đông Nam Á 2014 | Lê Quốc Nam 30' · Phùng Trọng Luân 35' | [ 71 ]   |
| 25 tháng 9                                                            | Shah Alam, Malaysia             | Úc          | 3–4 (h.p.)   | Giải vô địch futsal Đông Nam Á 2014 | Phùng Trọng Luân 7', 36' · Nguyễn Bảo Quân 39' | [ 72 ]   |
| 27 tháng 9                                                            | Shah Alam, Malaysia             | Indonesia   | 2–2 3–1 (5m) | Giải vô địch futsal Đông Nam Á 2014 | Lê Quốc Nam 10' · Trần Văn Vũ 14' | [ 73 ]   |
| Việt Nam đạt huy chương đồng tại Giải vô địch futsal Đông Nam Á 2014. |                                 |             |              |                                     | |          |

## Nữ

### Đội tuyển nữ quốc gia
| Ngày | Địa điểm               | Đối thủ             | Tỉ số | Giải đấu                     | Cầu thủ ghi bàn | Chi tiết |
| --- | ---------------------- | ------------------- | ----- | ---------------------------- | --- | -------- |
| 22 tháng 4 | Quảng Châu, Trung Quốc | Thể Công Quảng Châu | 3–0   | Giao hữu                     | Nguyễn Thị Muôn 35' · Nguyễn Thị Minh Nguyệt 50', 60'                                                                                | [ 74 ]   |
| 24 tháng 4 | Quảng Châu, Trung Quốc | Quảng Đông          | 1–0   | Giao hữu                     | Trần Thị Kim Hồng 20' | [ 75 ]   |
| 25 tháng 4 | Quảng Châu, Trung Quốc | Thể Công Quảng Châu | 2–1   | Giao hữu                     | Nguyễn Thị Minh Nguyệt 20', 40' | [ 76 ]   |
| 01 tháng 5 | Paju, Hàn Quốc         | Huyndai Steel       | 2–2   | Giao hữu                     | Lê Thu Thanh Hương 21' · Nguyễn Thị Tuyết Dung 43'                                                                                   | [ 77 ]   |
| 04 tháng 5 | Paju, Hàn Quốc         | Huyndai Steel       | 1–2   | Giao hữu                     | Nguyễn Thị Muôn 25' | [ 78 ]   |
| 08 tháng 5 | Paju, Hàn Quốc         | Hàn Quốc            | 0–5   | Giao hữu                     | | [ 79 ]   |
| 14 tháng 5 | Hồ Chí Minh, Việt Nam  | Jordan              | 3–1   | Cúp bóng đá nữ châu Á 2014   | Nguyễn Thị Muôn 18' · Lê Thu Thanh Hương 36', 84'                                                                                    | [ 80 ]   |
| 16 tháng 5 | Hồ Chí Minh, Việt Nam  | Nhật Bản            | 0–4   | Cúp bóng đá nữ châu Á 2014   | - | [ 81 ]   |
| 18 tháng 5 | Hồ Chí Minh, Việt Nam  | Úc                  | 0–2   | Cúp bóng đá nữ châu Á 2014   | - | [ 82 ]   |
| 21 tháng 5 | Hồ Chí Minh, Việt Nam  | Thái Lan            | 1–2   | Cúp bóng đá nữ châu Á 2014   | Nguyễn Thị Tuyết Dung 86' | [ 83 ]   |
| Việt Nam dừng chân ở vòng bảng tại Cúp bóng đá nữ châu Á 2014 và để mất vé dự Vòng chung kết bóng đá nữ thế giới năm 2015 vào tay Thái Lan. |                        |                     |       |                              | |          |
| 5 tháng 9 | Bắc Kinh, Trung Quốc   | Trung Quốc          | 0–5   | Giao hữu                     | | [ 84 ]   |
| 16 tháng 9 | Incheon, Hàn Quốc      | CHDCND Triều Tiên   | 0–5   | Đại hội Thể thao châu Á 2014 | | [ 85 ]   |
| 23 tháng 9 | Incheon, Hàn Quốc      | Hồng Kông           | 5–0   | Đại hội Thể thao châu Á 2014 | Wong So Han 4' (lưới nhà) · Nguyễn Thị Tuyết Dung 34' · Nguyễn Thị Xuyến 45+1' (11m) · Nguyễn Thị Minh Nguyệt 69' · Phạm Hải Yến 80' | [ 86 ]   |
| 26 tháng 9 | Goyang, Hàn Quốc       | Thái Lan            | 2–1   | Đại hội Thể thao châu Á 2014 | Nguyễn Thị Liễu 53' · Nguyễn Thị Tuyết Dung 67'                                                                                      | [ 87 ]   |
| 29 tháng 9 | Incheon, Hàn Quốc      | Nhật Bản            | 0–3   | Đại hội Thể thao châu Á 2014 | | [ 88 ]   |
| 01 tháng 10 | Incheon, Hàn Quốc      | Hàn Quốc            | 0–3   | Đại hội Thể thao châu Á 2014 | | [ 89 ]   |
| Việt Nam đạt hạng 4 môn bóng đá nữ tại Đại hội Thể thao châu Á 2014.                                                                        |                        |                     |       |                              | |          |

### Đội tuyển nữ U-19
| Ngày                                                               | Địa điểm           | Đối thủ    | Tỉ số         | Giải đấu                             | Cầu thủ ghi bàn | Chi tiết |
| ------------------------------------------------------------------ | ------------------ | ---------- | ------------- | ------------------------------------ | --- | -------- |
| 06 tháng 08                                                        | Hà Nội, Việt Nam   | Uzbekistan | 0–0           | Giao hữu                             | | [ 90 ]   |
| 08 tháng 08                                                        | Hà Nội, Việt Nam   | Uzbekistan | 1–0           | Giao hữu                             | Lê Hoài Lương 40' | [ 91 ]   |
| 18 tháng 08                                                        | Băng Cốc, Thái Lan | Singapore  | 10–0          | U19 Nữ Vô địch Đông Nam Á 2014       | Nguyễn Thị Minh Anh 5' · Lê Hoài Lương 9', 13', 19', 34', 35', 37' · Nguyễn Kim Anh 28' · Bùi Thị Trang 57' · Lê Thị Thuỳ Trang 84'                                                                    | [ 92 ]   |
| 20 tháng 08                                                        | Băng Cốc, Thái Lan | Đông Timor | 19–0          | U19 Nữ Vô địch Đông Nam Á 2014       | Hoàng Thị Mười 7', 51', 86', 88', 90', 93' · Lê Thị Thuỳ Trang 15', 21', 45', 57' · Nguyễn Thị Thuỳ Hương 24' · Lê Thị Hồng Tươi 25', 44', 80' · Lê Hoài Lương 59', 66', 71', 76' · Nguyễn Kim Anh 85' | [ 93 ]   |
| 22 tháng 08                                                        | Băng Cốc, Thái Lan | Thái Lan   | 1–2           | U19 Nữ Vô địch Đông Nam Á 2014       | Lê Hoài Lương 20' | [ 94 ]   |
| 24 tháng 08                                                        | Băng Cốc, Thái Lan | Myanmar    | 1–1           | U19 Nữ Vô địch Đông Nam Á 2014       | Khin Pyae Lin 44' (lưới nhà) | [ 95 ]   |
| 26 tháng 08                                                        | Băng Cốc, Thái Lan | Thái Lan   | 0–0 3-5 (11m) | U19 Nữ Vô địch Đông Nam Á 2014       | | [ 96 ]   |
| Việt Nam đoạt ngôi Á quân tại Giải U19 Nữ Vô địch Đông Nam Á 2014. |                    |            |               |                                      | |          |
| 05 tháng 11                                                        | Hà Nội, Việt Nam   | Singapore  | 11–0          | Vòng loại U19 Nữ Vô địch châu Á 2015 | Bùi Thị Trang 5' · Nguyễn Thanh Huyền 14' · Lê Hoài Lương 16', 45', 47', 62', 83' · Biện Thị Hằng 24', 77' (11m) · Đoàn Thị Thanh Tâm 42', 90+3'                                                       | [ 97 ]   |
| 07 tháng 11                                                        | Hà Nội, Việt Nam   | Hồng Kông  | 6–0           | Vòng loại U19 Nữ Vô địch châu Á 2015 | Nguyễn Kim Anh 4', 50' · Bùi Thị Trang 25' · Lê Thị Thuỳ Trang 38' · Lê Hoài Lương 39', 73' | [ 98 ]   |
| 09 tháng 11                                                        | Hà Nội, Việt Nam   | Úc         | 0–3           | Vòng loại U19 Nữ Vô địch châu Á 2015 | | [ 99 ]   |
| Việt Nam dừng chân ở vòng loại Giải U19 Nữ Vô địch châu Á 2015.    |                    |            |               |                                      | |          |

### Đội tuyển nữ U-16
| Ngày                                                                                                 | Địa điểm         | Đối thủ   | Tỉ số | Giải đấu                     | Cầu thủ ghi bàn                                                                                          | Chi tiết |
| --- | ---------------- | --------- | ----- | ---------------------------- | --- | -------- |
| 04 tháng 10                                                                                          | Melaka, Malaysia | Úc        | 0–6   | Vòng loại U16 nữ châu Á 2015 | | [ 100 ]  |
| 06 tháng 10                                                                                          | Melaka, Malaysia | Hàn Quốc  | 0–3   | Vòng loại U16 nữ châu Á 2015 | |          |
| 08 tháng 10                                                                                          | Melaka, Malaysia | Hồng Kông | 7–0   | Vòng loại U16 nữ châu Á 2015 | Nguyễn Thị Nga 7' · Tuyết Ngân 29', 58' · Nguyễn Thị Nữ 36' · Nguyễn Thị Quỳnh 45+1', 61' · Thu Hiền 76' |          |
| Việt Nam dừng chân ở Vòng loại U16 nữ châu Á 2015 và để mất vé dự Vòng chung kết U16 nữ châu Á 2015. |                  |           |       |                              | |          |